# Нијепор N.21
Нијепор N.21 (фр. Nieuport N.21) је француски ловачки авион који је производила фирма Нијепор (фр. Nieuport). Први лет авиона је извршен 1916. године.

Највећа брзина авиона при хоризонталном лету је износила 150 km/h.
Распон крила авиона је био 8,03 метара, а дужина трупа 5,80 метара. Празан авион је имао масу од 370 килограма. Нормална полетна маса износила је око 545 килограма. Био је наоружан једним митраљезом калибра 7,7 милиметара Викерс или Луис.

## Пројектовање и развој
Густав Делаге је 1916. године пројектовао авион Нијепор 21 који је замишљен као ловац великог домета. Авион је за основу имао авион Нијепор 17, опремљен је слабијим мотором le Rhone 9C, капотажа мотора је била у облику потковице као код модела Нијепор 11, а био је наоружан једним митраљезом Левис изнад горњег крила.

## Технички опис
Нијепор 10 је двокрилни једноседи авион потпуно дрвене конструкције. Труп му је правоугаоног попречног пресека, предњи део пресвучен лимом, сердњи део дрвеном лепенком а репни део трупа пресвучен платном. Био је опремљен ротативним мотором Le Rhone 9C снаге 59 kW. Носач мотора је био од заварених челичних цеви.
Крила су била дрвене конструкције пресвучена импрегнираним платном релативно танког профила. Крилца за управљање авионом су се налазила само на горњим крилима. Доње крило је било дупло уже и нешто краће од горњег крила. Крила су била поравната по задњој ивици а између себе су била повезана дрвеним упорницама у облику латиничног слова V. Затезачи су били од клавирске челичне жице. Крајеви крила су били скоро равно одсечени. Конструкција репних крила и вертикални стабилизатор су били направљени од дрвета пресвучени платном.
Стајни орган је био класичан фиксан са осовином а на репном делу се налазила еластична дрљача.

### Наоружање
| Наоружање авиона: Нијепор      |     |
| Ватрено (стрељачко) наоружање  |     |
| Топ                            |     |
| Митраљез                       |     |
| Број и ознака митраљеза        | 1   |
| Калибар                        | 7,7 |
| Бомбардерско наоружање (бомбе) |     |
| Ракетно наоружање (ракете)     |     |

## Корисници
| - Аргентина - Бразил - Француска - Финска - Естонија - Португалија - Русија | - Краљевина Србија - САД - Украјина - Тајланд - Велика Британија - СССР |

## Оперативно коришћење
Нијепор 21 је кратко време служио као ловац на првој линији Западног фронта због недостатка снаге је повучен и служио је за обуку и тренажу пилота. Нијепор 21с је продат САД и Царској Русији као авион за обуку. Царској Русији је продата лиценца па се овај авион производио у заводу Дукс. Нијепор 21 се у Русији користио и за време Социјалистичке револуције а користиле су га обе стране (Црвена и Бела). Мали број њих се користи у раном послератном периоду као војни авиони, укључујући и Финско ваздухопловство које је заробило један руски авион у Тампереу 1918. који је коришћен до 1923. године, Француска морнарица користи један примерак за испитивање носача авиона 1919. и 1920. године. После рата овај авион је нашао цивилну употребу, најчешће као поштански авион.

### Коришћење авиона Нијепор 21 у Краљевини Србији
На Солунском фронту овај авион је био стандардни ловац у ваздухопловству Источне војске и Српској Авијатици. Током 1916. и 1917. овим авионом су биле опремљене ескадриле No 87 и No 91, касније преименоване у ескадриле No 387 и No 391. У Српској Авиатици била су два авиона овог типа. На њима су летели пилоти Бранко Вукосављевић, Синиша Стефановић и Фридрих Рот. На овом авиону је 19. маја 1917. године погинуо пилот Фридрих Рот студент машинства, приликом извођења акробација на аеродрому Вертекоп.